# Granbergstjärnen (Jokkmokks socken, Lappland)
Granbergstjärnen är en sjö i Jokkmokks kommun i Lappland och ingår i Piteälvens huvudavrinningsområde. Sjön har en area på 0,092 kvadratkilometer och ligger 290,7 meter över havet. Granbergstjärnen ligger i Piteälven Natura 2000-område. Sjön avvattnas av vattendraget Njallebäcken.

## Delavrinningsområde
Granbergstjärnen ingår i det delavrinningsområde (732640-170100) som SMHI kallar för Mynnar i Vitbäcken. Medelhöjden är 286 meter över havet och ytan är 41,02 kvadratkilometer. Det finns inga avrinningsområden uppströms utan avrinningsområdet är högsta punkten. Njallebäcken som avvattnar avrinningsområdet har biflödesordning 4, vilket innebär att vattnet flödar genom totalt 4 vattendrag innan det når havet efter 103 kilometer. Avrinningsområdet består mestadels av skog (71 procent) och sankmarker (24 procent). Avrinningsområdet har 0,09 kvadratkilometer vattenytor vilket ger det en sjöprocent på 0,2 procent.